# Harvey Marlatt
Harvey Wilson Marlatt (Alpena, 26 agosto 1948 – Atlanta, 8 agosto 2024) è stato un cestista statunitense, professionista nella NBA.

## Carriera
Venne selezionato dai Detroit Pistons al sedicesimo giro del Draft NBA 1970 (224ª scelta assoluta).